# Sentier de grande randonnée 2
Ne doit pas être confondu avec le GR 2 en Catalogne (ca)
Le sentier de grande randonnée 2 (GR 2) relie Dijon (Côte-d'Or) à l'estuaire de la Seine au Havre (Seine-Maritime) en passant par Paris.

## Présentation
Le parcours du GR 2, appelé Au fil de la Seine, se rapproche pour la majeure partie de celui de la Seine et a une longueur d'environ 860 km. Il traverse deux parcs naturels régionaux : Le parc naturel régional du Vexin français et le parc naturel régional des Boucles de la Seine Normande. Il traverse également de grandes agglomérations, comme Dijon, Melun, Corbeil-Essonnes, Évry-Courcouronnes, Créteil, Paris, Rouen et Le Havre.

La totalité du parcours réclame environ 43 jours de marche.

L'accès au parcours est facilité par la présence de plusieurs gares du réseau ferroviaire (TER Bourgogne-Franche-Comté, TER Normandie, Transilien, RER), permettant de réaliser le GR 2 de manière fractionnée.
Au 31 mars 2020, il n'existe pas de Topo-guide pour la totalité du GR 2. Étant donné la longueur du parcours, il est conseillé de consulter les sites Web des différents comités départementaux de la fédération française de la randonnée pédestre pour s'informer des éventuelles modifications de tracé.
Comme tous les GR, il est entretenu par des bénévoles appelés baliseurs et rattaché à la Fédération française de la randonnée pédestre.

Le cours de la Seine et son bassin versant

(le tracé du GR n'est pas représenté).

## Historique
Le balisage du GR 2 a commencé dans les années 1970.
Le balisage entre les sources de la Seine et Melun et de Triel-sur-Seine au Havre s'est achevé en 1974.
Le reste, dont la traversée de Paris, n'a été balisé que dans les années 2000.

## Itinéraire
Dans la Côte-d'Or

Le départ du GR 2 s'effectue au centre-ville de Dijon. Il commence par longer la rivière Ouche par la promenade de l'Ouche et remonte vers le nord pour rejoindre le GR 7 avant Darois. Il quitte le GR 7 avant la fontaine de la trouvée et porte dès lors la dénomination GR 2 - GR E5 car il fait tracé commun avec le sentier européen E5 jusqu'à Bois-le-Roi près de Melun (Seine-et-Marne). Il longe la vallée du Suzon dans un environnement boisé. À Saint-Seine-l'Abbaye, il passe à proximité de l'abbatiale. Continuant vers le nord, le GR traverse le site des sources de la Seine, fleuve dont le GR va dorénavant suivre le cours. Par des vallons calmes et boisés, il passe ensuite à côté de l'abbaye d'Oigny (monument historique) et du château ducal de Duesme. Le GR 2 traverse la Seine à Saint-Marc-sur-Seine, puis continue vers le nord dans un environnement majoritairement forestier. À Aisey-sur-Seine, il passe à proximité du château de Tavannes. Le GR coupe la Seine d'est en ouest à Chamesson et rencontre le GR 213. Châtillon-sur-Seine est une étape importante et comporte un certain nombre de monuments intéressants. La ville fait partie du réseau des Plus Beaux Détours de France. Après la traversée de la forêt domaniale de Vauxoué, le GR 2 fait son entrée dans le département de l'Aube.
Dans l'Aube

Le GR 2 traverse Mussy-sur-Seine (musée de la Résistance de l'Aube et plusieurs monuments historiques dont l'église Saint-Pierre), où il croise le GR 703. Il continue vers le nord sur un parcours commun avec le GRP Tour des Maquisards à travers la forêt de la grande réserve, puis à travers les vignobles entre les vallées de la Seine et de l'Ource jusqu'à Celles-sur-Ource. Bar-sur-Seine, où le GR 2 croise le GR 654 est une étape importante et une ville historique. Après avoir traversé Bar, le GR se dirige vers l'ouest sur un tronçon commun avec le GRP des vallées de la Sarce et de l'Hozain, contourne les terres du château de Vaux, traverse la forêt de Rumilly, la forêt de Crogny, passant près du château et domaine de Crogny. Le GR a un long tronçon commun avec le GRP Tour des forêts d'Othe avant de bifurquer brusquement vers l'ouest du département, s'éloignant ainsi de l'agglomération Troyenne, proche de quelques kilomètres seulement. Après Aix-en-Othe, capitale du pays d'Othe et un tronçon commun avec le GRP de Saint-Jacques, c'est l'entrée dans le département de l'Yonne.
Dans l'Yonne

Le GR 2 longe brièvement la vallée de la Vanne et passe devant l'abbaye de Vauluisant avant de se diriger vers l'est pour rejoindre la vallée de l'Yonne via le parc du château de Thorigny-sur-Oreuse et la vallée de l'Oreuse. À Pont-sur-Yonne, il croise le GR 11 (Grand tour de Paris) et le GR 213. Le GR traverse les villages de la vallée de l'Yonne jusqu'à sa confluence avec la Seine et l'entrée dans la région Île-de-France.
Attention ! Un nouveau tracé du GR 2 très différent a été proposé et accepté par tous les acteurs concernés. En Mars 2025, il est en cours de modification et de balisage. A Virey Sous Bar dans l’Aube, où le balisage actuel est interrompu, il suivra dorénavant la Seine au plus près en passant par Troyes, Romilly sur Seine, Nogent Sur Seine puis rentrera directement dans le département de Seine et Marne non loin de Bray sur Seine pour rejoindre le tracé originel à Montereau. Le débalisage/balisage est en cours dans les trois départements concernés et le nouveau GR 2 qui suivra dorénavant la Seine de bout en bout sera réellement effectif en 2025 ou 2026.
En Seine-et-Marne

Montereau-Fault-Yonne est une ville historique et offre de nombreux édifices intéressants. Le GR 2 traverse ensuite Champagne-sur-Seine, Samoreau, Héricy, localités de la Brie occidentale et riveraines de la Seine. Le GR fait une incursion en forêt de Fontainebleau, mais toujours en longeant les méandres de la Seine, avant de traverser Melun, ville historique importante et comportant de nombreux monuments et sites touristiques. Il fait un détour par le château de Saint-Leu à Cesson et la forêt régionale de Rougeau avant d'entrer dans le département de l'Essonne et l'agglomération parisienne.
Dans l'Essonne

Le GR 2 suit la rive de la Seine sur de nombreux kilomètres, sur un chemin préservé pour la promenade, jusqu'à Juvisy-sur-Orge où il traverse le fleuve pour emprunter la vallée de l'Orge par les berges restaurées du coteau des vignes, classé espace naturel sensible. Il passe à travers le jardin botanique Paul-Jovet à Athis-Mons et entre dans le département du Val-de-Marne.
Dans le Val-de-Marne

C'est encore sur la rive du fleuve que le GR 2 traverse Ablon-sur-Seine et Choisy-le-Roi où il bifurque vers l'est pour sillonner dans la ville nouvelle de Créteil, et son palais de justice. Face à l'île Sainte-Catherine, le GR 2 gagne les bords de la Marne et se joint au GR 14 ainsi qu'au GRP des bords de Marne pour descendre la rivière vers le nord. Après avoir passé la Marne sur une passerelle, le GR 2 traverse le vieux Saint-Maur, quartier de Saint-Maur-des-Fossés, à proximité de l'église Saint-Nicolas (monument historique), du lycée Teilhard-de-Chardin, des sites de l'ancien château de Saint-Maur et de l'ancienne abbaye. Dans le bois de Vincennes, le GR longe ensuite le lac de Gravelle et le ruisseau de Gravelle jusqu'au lac Daumesnil avant son entrée dans Paris.
 À Paris

Le GR 2 entre dans Paris par la porte Dorée, à proximité de l'aquarium du palais de la Porte-Dorée. Rejoignant le bord de Seine par le parc de Bercy, il traverse le fleuve sur la passerelle Simone-de-Beauvoir avant de visiter la capitale et ses très nombreux sites et monuments. Le GR 2 côtoie alors plusieurs parcours de GRP ou de GR renommés, dont le GR 655 dont la destination est Saint-Jacques-de-Compostelle, ou le GR 22 qu'il rejoint au pont de Bir-Hakeim et qui va jusqu'au Mont-Saint-Michel. Après le parc André-Citroën et la porte de Sèvres, le GR entre dans le département des Hauts-de-Seine.
Dans les Hauts-de-Seine

Le GR 2 traverse le parc de l'île Saint-Germain sur toute sa longueur puis grimpe sur les hauteurs de Meudon. Il emprunte les allées de la forêt domaniale jusqu'à Chaville, s'introduit dans la forêt de Fausses-Reposes via les étangs de Ville-d'Avray et le village de Marnes-la-Coquette, où il croise le GR 1 (tour de Paris). Le GR maintient son parcours en environnement forestier en traversant la forêt de la Malmaison, plus connue sous le nom de bois de Saint-Cucufa, via l'étang de Saint-Cucufa, jusqu'au département des Yvelines.
Dans les Yvelines

Le GR 2 redescend vers la Seine par les coteaux de Bougival et coupe le fleuve par l'île de la Chaussée. Il longe la rive sur une grande distance en passant par Le Pecq, Sartrouville, La Frette-sur-Seine. À Conflans-Sainte-Honorine, capitale française de la batellerie, il passe à proximité d'un intéressant patrimoine architectural : église Saint-Maclou, château du Prieuré, ou le pont ferroviaire Eiffel que le marcheur peut voir en traversant l'Oise. Rejoint par le GR 1, le GR 2 coupe ensuite un méandre de la Seine par les coteaux de Chanteloup-les-Vignes, surplombe le fleuve sur les coteaux de la forêt de l'Hautil tout en pénétrant dans le parc naturel régional du Vexin français). Le GR 2 est quitté par le GR 1 dans la vallée de l'Aubette et emprunte alors, vers l'ouest, les plateaux du Vexin français. À noter que pour cette partie du sentier, un parcours balisé nommé GR 2 accès permet un accès au GR 2 depuis Meulan-en-Yvelines au sud. Le GR 2 fait une brève incursion dans le Val-d'Oise à Seraincourt et continue sa route à travers la campagne et les bois du Vexin, croise le GR 11 et entre dans le Val-d'Oise.
Dans le Val-d'Oise

À Vétheuil, le GR 2 retrouve le cours de la Seine et surplombe la réserve naturelle nationale des coteaux de la Seine jusqu'à La Roche-Guyon, localité classé parmi Les Plus Beaux Villages de France. Il continue sa route entre le château et son potager, tous deux monuments historiques, puis les coteaux pour franchir l'Epte et entrer dans le département de l'Eure, en Normandie.
Dans l'Eure

Le GR 2 arrive à Giverny par la maison et les jardins du peintre Claude Monet. Il fait ensuite un petit détour par le chêne de la Mère de Dieu en forêt de Vernon et traverse Port-Mort (gravier de Gargantua (menhir)).

Variante a : après Port-Mort, le GR 2 suit un méandre de la Seine, monte sur un plateau du Vexin normand pour rejoindre le Château-Gaillard, étape culturelle importante sur ce GR. Ici, le sentier surplombe la vallée de la Seine pour une vaste vue panoramique et redescend sur le village des Andelys. Il continue ensuite sa course sur les coteaux boisés surplombant le fleuve et commence alors à cheminer avec le GRP des forêts de Haute-Normandie. Après la côte des Deux-Amants, équipée d'une table d'orientation permettant d'admirer la vallée de la Seine et ses alentours, le sentier descend vers le barrage de Poses pour rejoindre la seconde variante du GR.

Variante b : après Port-Mort, le sentier traverse la Seine et coupe le méandre du fleuve jusqu'à Venables. Il emprunte les coteaux de la rive gauche jusqu'à Saint-Pierre-du-Vauvray, traverse Le Vaudreuil et emprunte le barrage de Poses pour rejoindre la première variante du GR.

Après le barrage de Poses et la traversée de l'Andelle à son embouchure avec la Seine, Le GR 2 traverse Igoville et entre dans le département de la Seine-Maritime.
Dans la Seine-Maritime

À Sotteville-sous-le-Val, le GR 2 se sépare en deux variantes :

Variante rive droite : le sentier bifurque vers le nord, par le même parcours que le GR 25 et le GRP des forêts de Haute-Normandie en direction de Belbeuf et son château. Le GR parcourt ensuite les coteaux qui surplombent Rouen pour atteindre la ville par la colline de la côte Sainte-Catherine. Il traverse toute l'agglomération d'est en ouest en s'approchant au plus près des principaux sites culturels et historiques, puis monte à Canteleu pour pénétrer en forêt de Roumare. Au carrefour du chêne Saint-Martin, les deux variantes du GR 2 se rejoignent.

Variante rive gauche : le GR 2 se rend à Tourville-la-Rivière et traverse la Seine sur l'île aux Bœufs. Il bifurque vers l'ouest, passe sous l'autoroute de Normandie pour traverser la forêt de la Londe-Rouvray via les roches d'Orival et d'Oissel, et à proximité du château de Robert le Diable. À La Bouille, où il est rejoint par une extrémité du GR 23, un bac permet aux marcheuses et marcheurs de rejoindre la rive droite de la Seine et le parc naturel régional des Boucles de la Seine Normande. À Saint-Pierre-de-Manneville, le GR passe devant le manoir de Villers et traverse la forêt de Roumare, inventoriée comme zone naturelle d'intérêt écologique, faunistique et floristique. Au carrefour du chêne Saint-Martin, les deux variantes du GR 2 se rejoignent.

Le GR 2 traverse ensuite Saint-Martin-de-Boscherville (abbaye), Hénouville, Saint-Pierre-de-Varengeville, et rejoint le GR 212 dans la vallée de l'Austreberthe, dont il suit le cours descendant jusqu'à Duclair, localité après laquelle il rencontre le GR 23 A. Il traverse ensuite la forêt du Trait-Maulévrier par le chemin de Bucaille, surplombe Le Trait sur un coteau et continue, accompagné par le GRP Pays de Caux - Vallée de Seine jusqu'à Villequier et son musée Victor-Hugo. Puis le GR grimpe sur un plateau typique du pays de Caux et redescend ensuite à Lillebonne (théâtre romain). Encore accompagné sur quelques kilomètres par le GRP Pays de Caux - Vallée de Seine, le sentier se dirige vers l'ouest. Après la traversée de la réserve naturelle du Vallon du Vivier, il atteint Tancarville. Un crochet d'un kilomètre permet d'aller admirer le pont de Tancarville. Le GR 2 atteint dès lors l'estuaire de la Seine et sa réserve naturelle, qu'il va longer par le nord par des coteaux et des vallons (Oudalle, Rogerval) qui le mènent à Harfleur. À l'entrée du Havre, le GR 2 se sépare en deux variantes : l'une à l'ouest, qui s'arrête à l'abbaye de Graville après la table d'orientation de Caucriauville, l'autre au nord qui rejoint le GR 21 du Havre au Tréport.

## Localités traversées
| Dans la Côte-d'Or Dijon Val-Suzon Saint-Martin-du-Mont Source-Seine Chanceaux Oigny Orret Quemigny-sur-Seine Saint-Marc-sur-Seine Châtillon-sur-Seine Dans l'Aube Mussy-sur-Seine Buxeuil Aix-Villemaur-Pâlis Dans l'Yonne Villeneuve-l'Archevêque Thorigny-sur-Oreuse Gisy-les-Nobles En Seine-et-Marne La Brosse-Montceaux Montereau-Fault-Yonne Champagne-sur-Seine Bois-le-Roi Melun Saint-Fargeau-Ponthierry Dans l'Essonne Le Coudray-Montceaux Corbeil-Essonnes Évry-Courcouronnes Ris-Orangis Draveil Vigneux-sur-Seine |  | Dans le Val-de-Marne Villeneuve-Saint-Georges Vitry-sur-Seine Paris Dans les Hauts-de-Seine Nanterre Dans les Yvelines Triel-sur-Seine Guitrancourt Moisson Dans le Val-d'Oise Seraincourt Dans l'Eure Giverny Vernon Courcelles-sur-Seine Les Andelys Saint-Étienne-du-Vauvray Poses Dans la Seine-Maritime Oissel-sur-Seine La Bouille Saint-Martin-de-Boscherville Hénouville Duclair Rives-en-Seine Lillebonne Tancarville Rogerville Harfleur Le Havre |

## Galerie

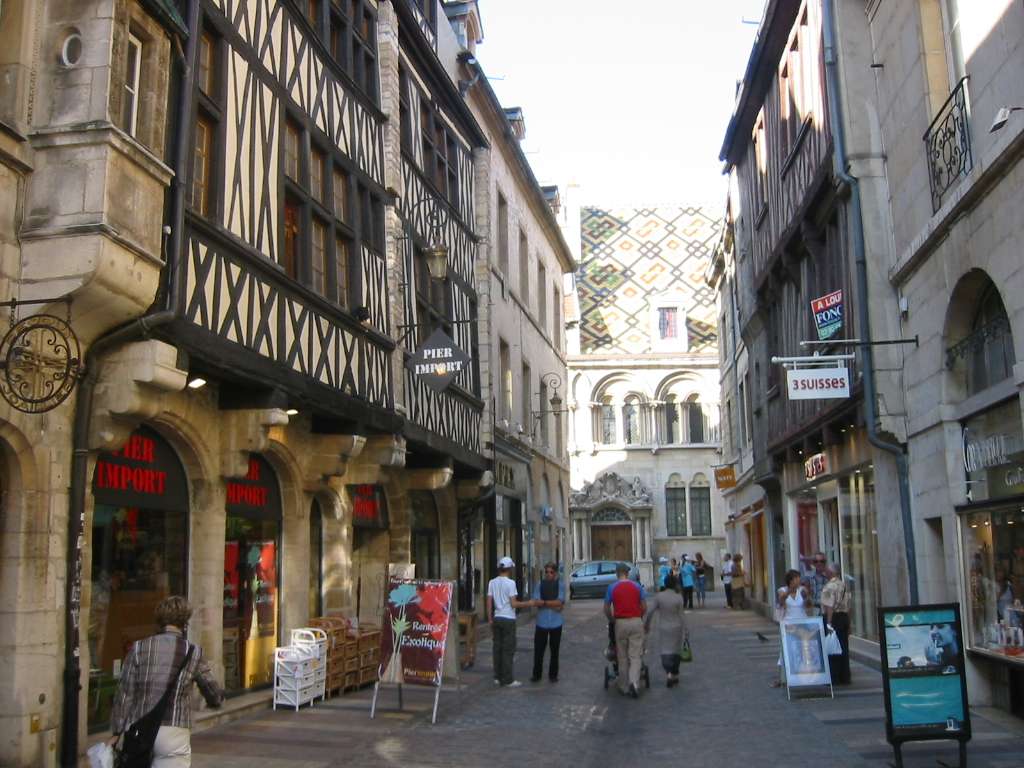
Dijon - rue du vieux-centre.
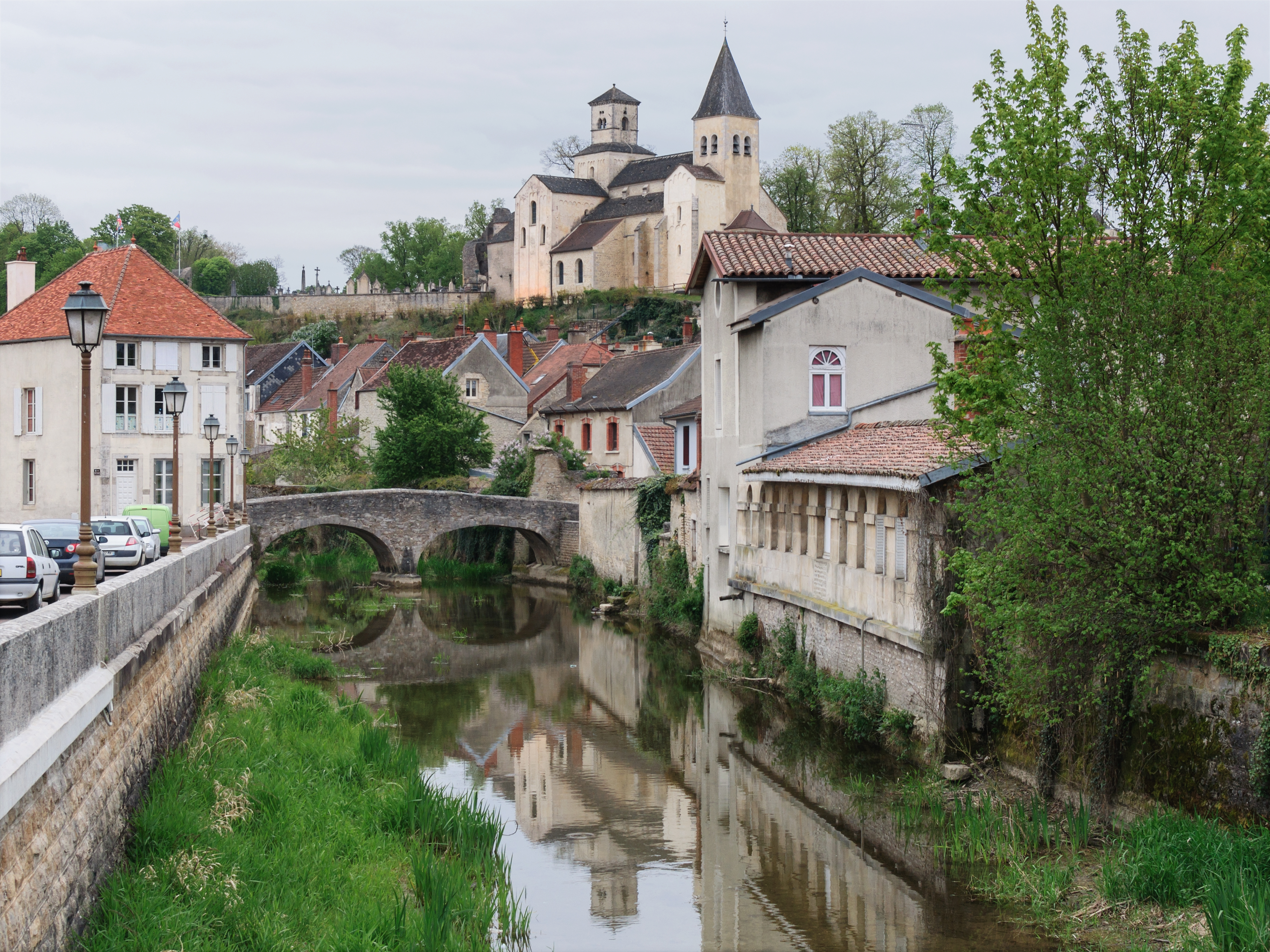
Châtillon-sur-Seine.
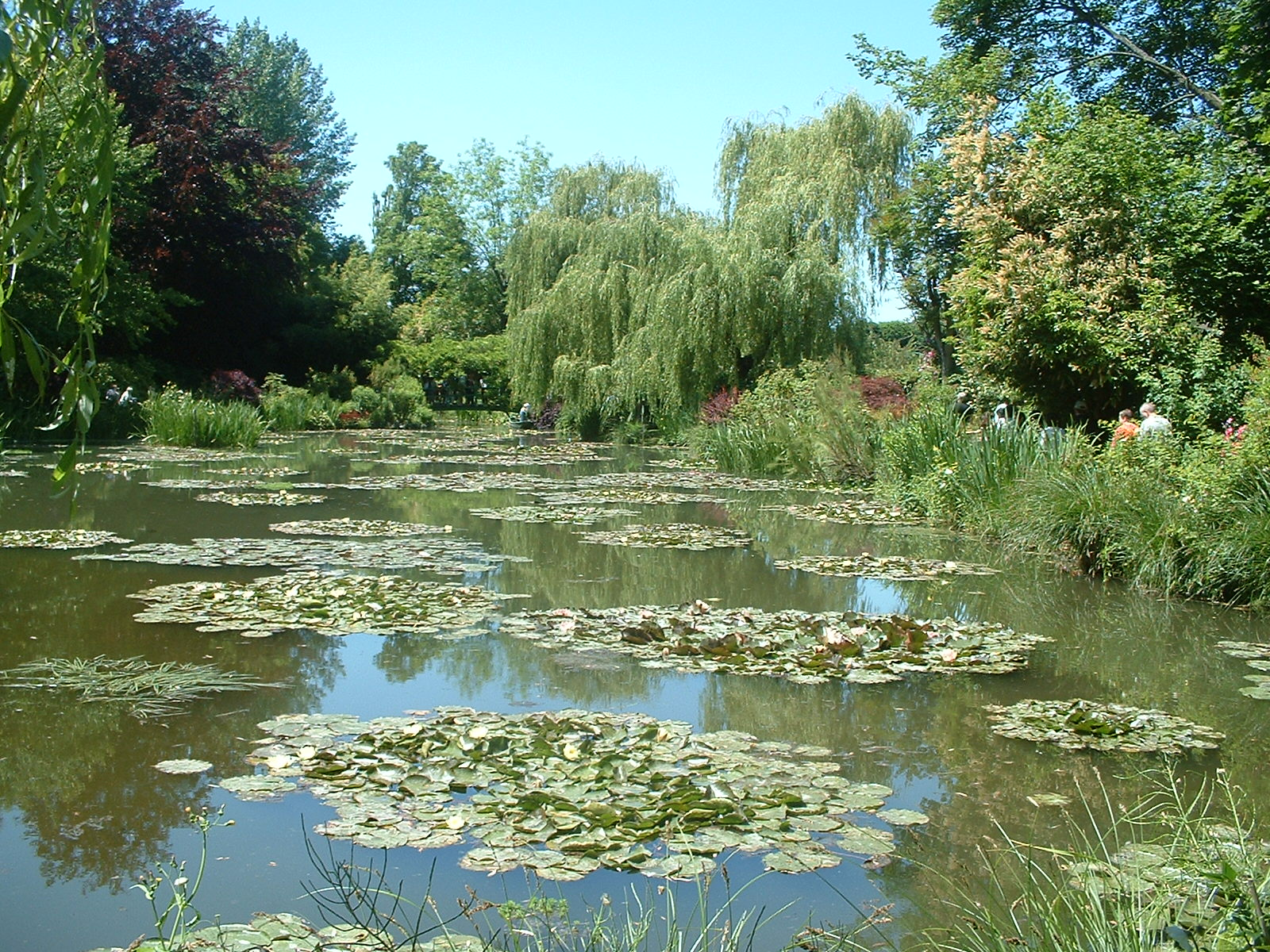
Giverny - le bassin aux nymphéas.
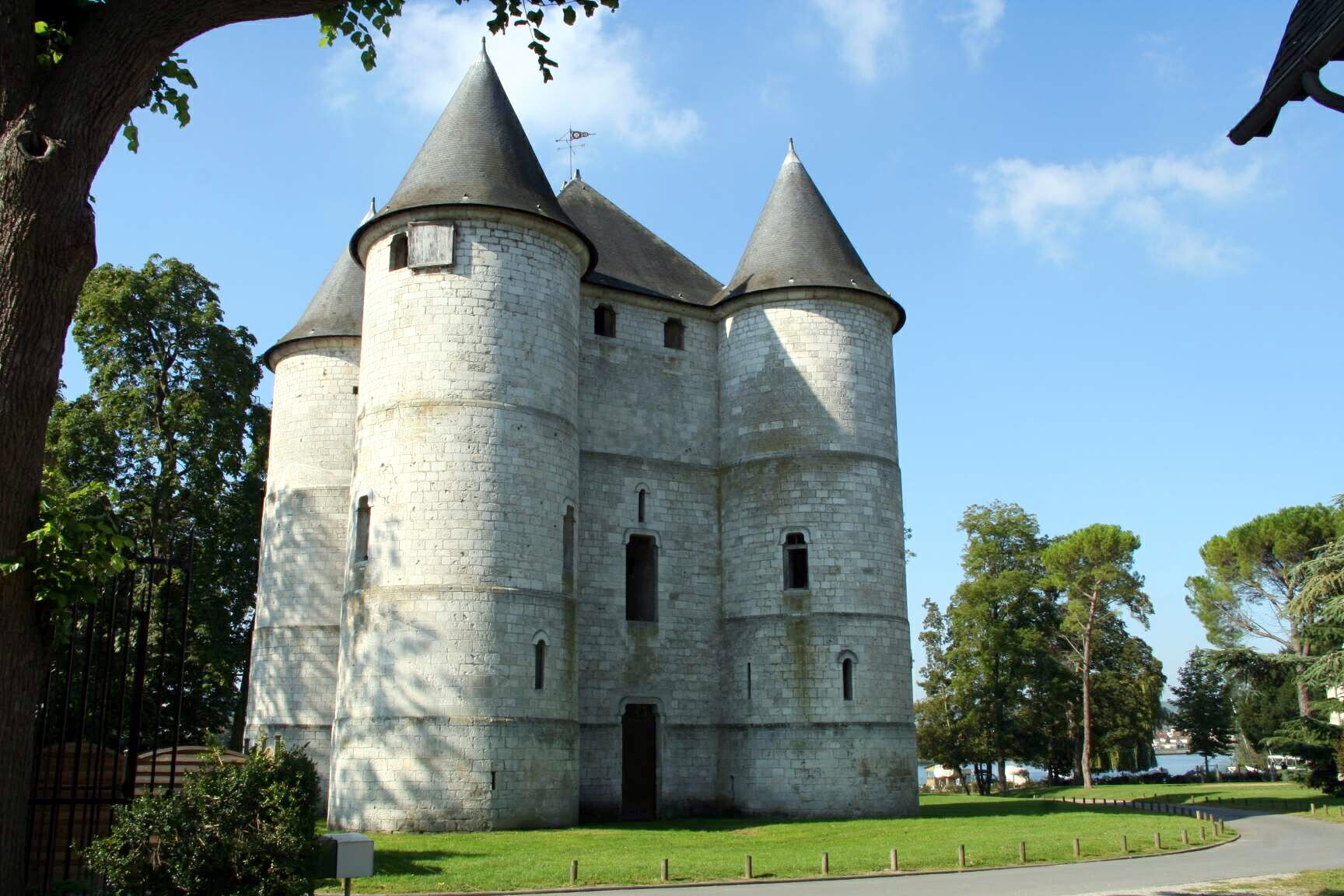
Vernon - le château des Tourelles.
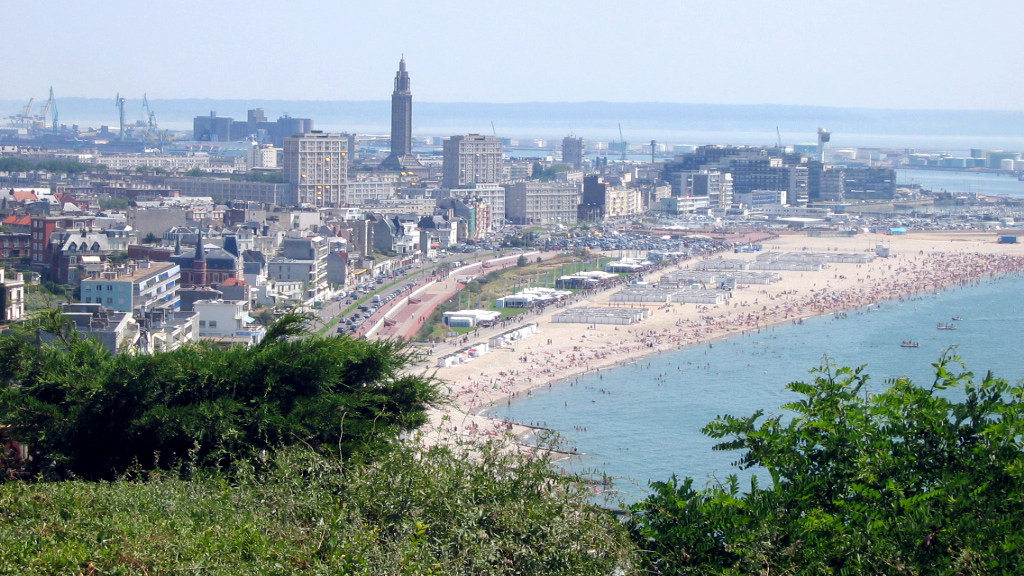
Le Havre - la plage en été.